# Magnus Erlingmark
Magnus Erlingmark (* 8. Juli 1968 in Jönköping) ist ein ehemaliger schwedischer Fußballspieler.

## Laufbahn
Erlingmark begann seine Laufbahn beim unterklassigen schwedischen Klub BK Forward. 1989 wechselte er zu Örebro SK, für die er am 9. April des Jahres beim 2:1-Auswärtssieg bei Halmstads BK in der Allsvenskan debütierte. Drei Wochen später erzielte er im Spiel gegen Västra Frölunda IF in der 10. Spielminute sein erstes Erstligator.
Nach vier Spielzeiten bei Örebro SK wechselte Erlingmark im Januar 1993 zum Ligarivalen IFK Göteborg. Hier spielte er bis zu seinem Karriereende 2004. Insgesamt bestritt er 515 Partien für den Klub, davon einen Großteil in der Allsvenskan und im Europapokal. 1993 bis 1996 wurde er mit dem Klub viermal in Folge schwedischer Meister.
Erlingmark lief 37-mal für Schweden auf. Er nahm an der Europameisterschaft 1992 im eigenen Land und der Weltmeisterschaft 1994 teil, wo jeweils das Halbfinale erreicht wurde.

## Persönliches
Erlingmarks Sohn August ist ebenfalls professioneller Fußballspieler.